# Husajn Ibn Ali
Husajn Ibn Ali (ur. 1854, zm. 4 czerwca 1931) – szarif Mekki oraz emir Mekki od roku 1908 do roku 1917, następnie król Hidżazu – państwa będącego kontynuacją emiratu Mekki. Przyjęcie tytułu królewskiego zostało uznane przez społeczność międzynarodową. Kawaler brytyjskiego Orderu Łaźni. W roku 1924 ogłosił się kalifem wszystkich muzułmanów. Husajn bin Ali panował w Hidżazie do roku 1924, gdy jego kraj został najechany przez Abdula Aziza al Sauda. Husajn bin Ali przekazał wówczas koronę i inne tytuły świeckie swojemu synowi, Alemu.

## Rewolucja Arabska
Husajn urodził się w Stambule w Imperium Tureckim. Był ostatnim władcą Hidżazu z dynastii Haszymidów, mianowanym przez władze tureckie. Mimo to, szarif Husajn bin Ali uczestniczył w arabskim powstaniu przeciwko zwierzchnictwu tureckiemu w roku 1916. Podczas I wojny światowej, początkowo współpracował z Turcją i Niemcami (sojuszem państw centralnych). Dowody na to, że rząd turecki zamierzał usunąć Husajna po zakończeniu wojny, doprowadziły do rozpadu sojuszu. Korespondencja z brytyjskim Wysokim Komisarzem Henrym McMahonem przekonała go, że wsparcie sił Ententy może przynieść Arabom większe korzyści, a mianowicie – utworzenie imperium arabskiego, obejmującego obszary rozciągające się pomiędzy Egiptem a Persją, z wyjątkiem posiadłości kolonialnych w Kuwejcie, Adenie i na wybrzeżu syryjskim. Husajn został oficjalnym przywódcą rewolucji arabskiej przeciwko Turkom.

## Po I wojnie światowej
W rezultacie wojny, Arabowie po wielu wiekach uwolnili się spod dominacji tureckiej. Obszary przez nich zamieszkane, na mocy rozporządzenia Ligi Narodów, zostały ogłoszone terytoriami mandatowymi pod opieką Wielkiej Brytanii i Francji. Gdy mandaty wygasły, synowie Husajna zasiedli na tronach Transjordanii (później Jordanii), Syrii i Iraku. Monarchia w Syrii została wkrótce zniesiona, wobec czego syn Husajna, Fajsal I, stanął na czele państwa irackiego.

## Król Hidżazu
Gdy Husajn ogłosił się królem Hidżazu, jednocześnie obwołał się królem wszystkich Arabów (malik bilad-al-Arab). Jego deklaracja doprowadziła do konfliktu z Ibn Saudem, z którym walczył w roku 1910 po stronie Turków. Dwa dni po zniesieniu Kalifatu Tureckiego przez Tureckie Zgromadzenie Narodowe (3 marca 1924 r.), Husajn ogłosił się kalifem w zimowej rezydencji swego syna, Abdullaha, w Shunah w Transjordanii. Przyjęcie tytułu kalifa przez Husajna spotkało się z różnym odbiorem. Husajn został wkrótce wyrzucony z Arabii przez klan Saudów, którzy nie interesowali się koncepcją kalifatu. Saud pokonał Husajna w roku 1924. Husajn nadal posługiwał się tytułem kalifa podczas pobytu w Transjordanii.

## Wygnanie i abdykacja
Chociaż Brytyjczycy wspomagali Husajna od początku rewolucji arabskiej, zdecydowali się nie interweniować w konflikt pomiędzy nim a Saudem. Saud wkrótce przejął władzę nad Mekką, Medyną i Dżuddą. Husajn musiał uciekać na Cypr, gdzie wsławił się finansowym wsparciem dla kościoła ormiańskiego. Następnie zamieszkał w Ammanie, stolicy Transjordanii, w której panował jego syn, Abdullah. Po abdykacji Husajna, na krótko tron szarifa przejął jego syn Ali. Lecz on również musiał uciekać przed wojskami Ibn Sauda i salafitów. Kolejny spośród potomków Husajna, Fajsal, przejściowo panował w Syrii, a później został królem Iraku.
Husajn zmarł w Ammanie w roku 1931.

## Małżeństwo i potomkowie
Husajn miał trzy żony, z którymi doczekał się czterech synów oraz trzech córek.
Z pierwszego małżeństwa, z Abdliyą bin Abdullah, pochodzili:
- książę Ali, ostatni król Hidżazu
- książę Abd Allah, emir (później król) Transjordanii
- księżna Fatima
- książę Fajsal, król Iraku i Syrii

Z drugiego małżeństwa, z Madihą, pochodziła księżna Saliha.
Z trzeciego małżeństwa, z Adilą Khanmun, pochodzili:
- księżna Sara
- książę Zajd, który zastąpił króla Fajsala II na tronie irackim po jego zabójstwie w roku 1958; jednak nigdy nie sprawował faktycznej władzy, gdyż Irak ogłoszono republiką.